# Лопатка (кост)
 За географския нос вижте Лопатка (нос).  
 Тази статия е за костта, наречена лопатка (на латински: scapula).  За други значения на Скапула вижте Скапула.  
Лопатка (на латински: scapula) се нарича широка плоска кост от гръдния пояс, осигуряваща връзката на раменната кост с ключицата. По форма наподобява на лопата и това е причината костта да се нарича така.

## Описание
Според доц. д-р Стоян Гаджев на лопатката се различават две повърхности: латерална (facies lateralis) и ребрена (медиална) (facies costalis (medialis), три ръба: дорзален (margo dorsalis), краниален (margo cranialis) и каудален (margo caudalis) и три ъгъла: каудален (angulus caudalis), краниален (angulus cranialis) и вентрален (angulus ventralis). Според други, при лопатката се различават две повърхности: предна, или реберна (facies costalis) и задна (facies posterior), три края: горен (margo superior), медиален (margo medialis) и латерален (margo lateralis) и три ъгъла: медиален, горен (angulus superior), долен (angulus inferior), латерален (angulus lateralis).
Предната повърхност е леко вдлъбната в т.нар. подлопатъчна ямка, която служи за закрепване на едноименния мускул. Задната повърхност на лопатката е изпъкнала и разделена хоризонтално от костна изпъкналост, наречена лопатков гребен (spina scapularis).
Гребенът постепенно се снишава дистално и изчезва към шийката, а при останалите видове става по-висок и завършва рязко с висок остър раменен израстък, наречен акромион (acromion).
Шийката на лопатката завършва със ставна повърхност (cavitas glenoidalis). Тук се свързват ставно лопатката и раменната кост. Връзката с ключицата се осигурява посредством акромиално-ключичната става. Медиалният ръб на лопатката е грапав и завършва с лопатков хрущял (cartilago scapulae).

## Мускули
За лопатката са заловени следните мускули или части от тях:
- малък гръден (m. pectoralis minor)
- клюннораменен (m. coracobrachialis)
- преден зъбчат (m. serratus anterior), при животните мускулът се нарича вентрален зъбчат (m. serratus ventralis)
- триглав мускул на рамото (m. triceps brachii) (с Caput longum – най-голямата глава на мускула)
- двуглав мускул на рамото (m. biceps brachii)
- подлопатков (m. subscapularis)
- подключичен (m. subclavius)
- голям ромбовиден (m. rhomboideus major)
- малък ромбовиден (m. rhomboideus minor)
- повдигач на лопатката (m. levator scapulae)
- трапецовиден (m. trapezius)
- делтовиден (m. deltoideus)
- надгребенов (m. supraspinatus)
- подгребенов (m. infraspinatus)
- малък объл (m. teres minor)
- голям объл (m. teres major)
- широк мускул на гърба (m. latissimus dorsi) (малки негови разклонения)
- раменноподезичен (m. omohyoideus)
- раменнонапречен (m. omohtransversarius)

## Особености при животните
Поради особеностите в положението на тялото при животните се променя и анатомичната терминология за местоположение на костта. Така например медиалният ръб, завършващ с хрущял, при животните се нарича дорзален. Лопатковият гребен вместо хоризонтално положение при животните се намира дорзо-вентрално.
При конете и свинете лопатковият гребен в средата си е надебелен и образува tuber spinae scapulae. Дистално гребенът се снижава и изгубва, без да образува акромион. При чифтокопитните, кучетата и котките гребенът образува акромион. Липсата на ключица при много от видовете бозайници е довела и до рудиментиране на тази част от костта. При бивола лопатката е по-широка към дорзалния ръб и по-къса от тази при говедото. При свинята лопатката е къса и широка проксимално, а дистално в областта на шийката и на вентралния ъгъл - силно стеснена. При хищните бозайници образува добре развит израстък, наречен processus hamatus. При котките освен този има и втори израстък, насочен каудално, който се нарича processus suprahamatus. При кучето в областта на плешката интрамускулни инжекции могат да се направят в надгребеновия или подгребеновия мускул. Лопатките при домашните зайци и котки са почти еднакви по големина и форма. При зайците обаче липсва характерният за котката processus suprahamatus.
При птиците лопатката е тънка, тясна и дълга кост, разположена върху външната повърхност на прешленната част на ребрата, успоредно на гръбначния стълб. Краниалният край притежава човковиден израстък, който се свързва с човковидната кост. Притежават добре развит акромион. Лопатъчен хрущял липсва. Костта се състои от четири части: два края, шийка и тяло.